# İlhan Geliş
İlhan Geliş (* 1. Januar 1936; † 6. September 2013) war ein türkischer Fußballspieler.

## Karriere
İlhan Geliş spielte zu Beginn seiner Karriere von 1956 bis 1961 bei Gençlerbirliği Ankara. Im Sommer 1961 wechselte der Stürmer zu Galatasaray Istanbul. Dort kam er in seiner ersten Saison zu sechs Ligaspielen und wurde türkischer Meister. In der Folgesaison konnte die türkische Meisterschaft ein weiteres Mal gewonnen werden. 1963 wechselte Geliş zu MKE Ankaragücü und spielte dort zwei Jahre. Sein letzter Vereinswechsel war zu Konyaspor in die 2. Liga. 
Geliş beendete seine Karriere nach der Spielzeit 1967/68.

## Erfolge
Galatasaray Istanbul
- Türkischer Meister: 1962, 1963